# Passaporte irlandês
O passaporte irlandês (em irlandês:  pas Éireannach) é o passaporte emitido para cidadãos da Irlanda. O passaporte irlandês permite que o portador viaje internacionalmente e serve como prova da nacionalidade irlandesa e da cidadania da União Europeia. Ele também facilita o acesso à assistência consular das embaixadas irlandesas e de qualquer embaixada de outros Estados-membros da União Europeia no exterior.
Os passaportes irlandeses são emitidos pelo Passport Office, uma divisão do Departamento de Relações Exteriores. Todos os passaportes irlandeses são biométricos desde 2006. Em 2015, o governo irlandês lançou o Passport Card, (cartão de passaporte) que permite que os cidadãos irlandeses que já possuem um passaporte viajem pelo Espaço Econômico Europeu (EEE) e pela Suíça. O cartão de passaporte irlandês destina-se a fins de viagem e identificação e funciona de forma semelhante a uma carteira de identidade nacional do EEE.
Tanto o passaporte irlandês quanto o cartão de passaporte irlandês permitem que os cidadãos irlandeses viajem, morem e trabalhem sem restrições em qualquer país do EEE, da Suíça e da Zona Comum de Viagens. Os cidadãos irlandeses têm acesso sem visto ou com visto na chegada a 188 países e territórios. O acesso internacional disponível para os cidadãos irlandeses está em sexto lugar no mundo, de acordo com o Índice de Restrições de Visto de 2023.
Desde 2023 os cidadãos irlandeses são os únicos com o direito automático de viver e trabalhar tanto na União Europeia quanto no Reino Unido.

## Histórico
O Estado Livre Irlandês foi criado em 1922 como um domínio do Commonwealth modelado explicitamente no Domínio do Canadá. Na época, o status de Domínio era uma forma limitada de independência e, embora a Constituição do Estado Livre se referisse a "cidadãos do Estado Livre da Irlanda", os direitos e obrigações desses cidadãos eram expressos para serem aplicados somente "dentro dos limites da jurisdição do Estado Livre da Irlanda".
O Estado Livre da Irlanda notificou pela primeira vez o governo do Reino Unido sobre a proposta de emitir seus próprios passaportes em 1923. O governo irlandês propôs inicialmente que a descrição que daria aos cidadãos em seus passaportes seria "Cidadão do Estado Livre da Irlanda". De acordo com um relatório do The Irish Times, a primeira vez que os passaportes irlandeses foram usados foi pela delegação irlandesa na Liga das Nações em agosto de 1923. O governo britânico se opôs a isso. Ele insistiu que a descrição apropriada era "súdito britânico", uma vez que o Estado Livre Irlandês fazia parte do Commonwealth. O governo irlandês considerou o ponto de vista britânico. Posteriormente, o governador-geral informou ao governo britânico que a descrição que seria usada em geral (com algumas exceções) seria "Citizen of the Irish Free State and of the British Commonwealth of Nations" ("Cidadão do Estado Livre Irlandês e da Comunidade Britânica de Nações"). Sem chegar a um acordo com o Reino Unido, o governo irlandês emitiu seus primeiros passaportes para o público em geral em 3 de abril de 1924, usando essa descrição.

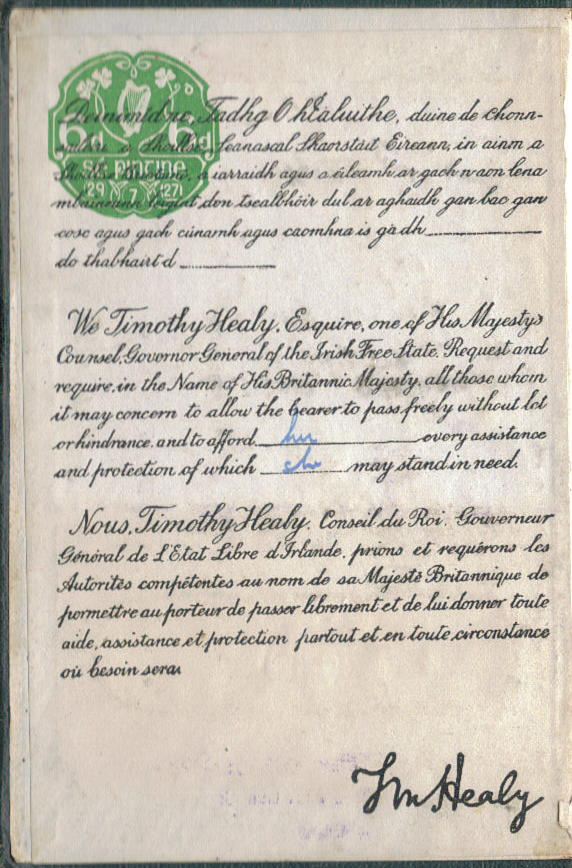
Declaração sobre o passaporte do Estado Livre Irlandês, 1927: "Nós, Timothy Healy, Esquire, um dos Conselheiros de Sua Majestade, governador-geral do Estado Livre Irlandês, solicitamos e requeremos, em nome de Sua Majestade Britânica, que todos aqueles a quem possa interessar permitam que o portador passe livremente... etc."

O governo britânico não ficou satisfeito com esse compromisso. Ele instruiu seus funcionários consulares e de passaportes que os passaportes do Estado Livre Irlandês não seriam reconhecidos se o portador não fosse descrito no passaporte como um "súdito britânico". Isso gerou uma dificuldade prática para os cidadãos do Estado Livre Irlandês no exterior, com muitos tendo que obter passaportes britânicos além de seus passaportes do Estado Livre Irlandês. Os funcionários consulares britânicos também confiscavam os passaportes do Estado Livre Irlandês, uma prática que as autoridades irlandesas consideravam "muito humilhante".
O impasse em relação aos passaportes irlandeses continuou até janeiro de 1930, quando as autoridades irlandesas aceitaram com relutância uma fórmula de compromisso originalmente sugerida pelo Ministro das Relações Exteriores da Irlanda, Desmond Fitzgerald, em 1926. As autoridades irlandesas emitiram uma carta para as autoridades consulares e de passaportes britânicas concordando que os passaportes irlandeses seriam alterados para que fossem emitidos pelo Ministro das Relações Exteriores em nome do rei, usando o título completo do rei, descreveriam o portador como "um dos súditos de Sua Majestade do Estado Livre da Irlanda", e se os passaportes fossem emitidos para pessoas que não fossem súditos de Sua Majestade, esse fato seria declarado, resolvendo então o impasse.
Em 1939, dois anos após a adoção da constituição de 1937, que renomeou formalmente o estado como "Irlanda", o governo irlandês decidiu fazer mudanças significativas no formato dos passaportes irlandeses. Como cortesia, as autoridades irlandesas notificaram as autoridades britânicas. Em um memorando datado de 1º de março de 1939, intitulado "The Form of Eire Passports" ("O formato dos passaportes do Eire"), o Secretário de Estado Britânico para Assuntos Dominionais, Thomas W. H. Inskip, informou seu governo sobre os desenvolvimentos que haviam ocorrido recentemente "com relação ao formato dos passaportes emitidos pelo Governo do Eire".
No memorando, o Secretário de Estado relatou que "até o momento [os passaportes] (que, pelo que sei, não foram alterados desde 1936) tinham duas indicações de relação com a Comunidade Britânica de Nações (Commonwealth)". Essas indicações, segundo o memorando, eram a referência ao rei, incluindo seu título completo na página de "solicitação" e uma página de rosto, onde, abaixo das palavras "Estado Livre Irlandês" (em irlandês, inglês e francês), aparecem as palavras "Comunidade Britânica de Nações". As propostas notificadas pelas autoridades irlandesas incluíam a substituição da referência a "Estado Livre da Irlanda" por "Irlanda", a alteração da página "solicitação" para eliminar a referência ao rei assim como a eliminação da referência ao "Commonwealth". O Secretário de Estado propôs que ele respondesse às autoridades irlandesas nos termos de que "o Governo de Sua Majestade no Reino Unido lamenta muito a proposta de eliminação do nome do rei dos passaportes do Eire, e que, na sua opinião, a omissão, quando vier a ser conhecida, certamente criará uma má impressão no Reino Unido e ampliará a separação que o Sr. de Valera deplora entre o Eire e a Irlanda do Norte".
O Secretário de Estado observou em seu memorando que "dizer mais do que isso poderia levantar questões [relacionadas a se a Irlanda ainda fazia parte da Comunidade das Nações], o que foi o objetivo da declaração de 30 de dezembro de 1937." Essa foi uma referência ao comunicado publicado pelo governo britânico sobre a adoção da Constituição irlandesa, declarando que, em sua opinião, a Irlanda continuava a fazer parte do Commonwealth e afirmando a posição da Irlanda do Norte como parte do Reino Unido.
Por fim, os irlandeses prosseguiram com seus planos, incluindo a substituição do termo "Citizen of the Irish Free State and of the British Commonwealth of Nations" ("Cidadão do Estado Livre da Irlanda e da Comunidade Britânica de Nações") por "Citizen of Ireland" ("Cidadão da Irlanda"). Essa descrição permanece até hoje, com os passaportes irlandeses atuais descrevendo o portador como "Citizen of Ireland" na página de solicitação e informando a nacionalidade do portador como "Éireannach/Irish" ("irlandês") na página de informações.
A evolução da descrição física do passaporte utilizado pelos cidadãos irlandeses de 3 de abril de 1924 a 1º de janeiro de 1985 (quando os novos passaportes europeus foram introduzidos) foi marcada por mudanças. Antes do primeiro uso de um passaporte irlandês em 1924, os cidadãos irlandeses recebiam um passaporte britânico de 32 páginas, com capa dura azul-marinho e um brasão britânico em relevo. Acima do brasão, estava impresso o identificador "British Passport" ("Passaporte britânico"), enquanto abaixo do brasão estava impressa a inscrição "The United Kingdom of Great Britain and Ireland" ("O Reino Unido da Grã-Bretanha e Irlanda"). Ele também continha dois recortes na capa, que permitiam a exibição do nome do portador e do número do passaporte. O primeiro passaporte irlandês, emitido para o público em geral a partir de 3 de abril de 1924, continha uma capa dura verde com o brasão de armas irlandês, a harpa, gravado em relevo no centro. O passaporte era bilíngue, em irlandês e inglês, e ao redor da harpa havia a inscrição nacional "Saorstát Éireann" e "Irish Free State", enquanto acima do brasão estava impresso o identificador "Pas" e "Passport" ("Passaporte"). Ele também continha um recorte para o nome do portador.
Após a promulgação da constituição irlandesa, a aparência física do passaporte mudou novamente. Embora tenha mantido a cor verde e a harpa em relevo no centro, o número de idiomas na capa mudou para três, com o francês se juntando ao irlandês e ao inglês. À esquerda da harpa, a inscrição nacional "Éire", "Ireland" e "Irlande" foi impressa em uma fileira, enquanto à direita da harpa, o identificador "Pas", "Passport" e "Passeport" foi impresso. Na década de 1970, houve uma pequena alteração no documento: enquanto a inscrição nacional foi ampliada nos três idiomas e movida para o canto superior direito, o identificador "passport" também foi ampliado e movido para o canto inferior esquerdo da capa. Em 23 de junho de 1981, durante a reunião do conselho dos Estados-membros das Comunidades Europeias (atual União Europeia), foi acordada uma resolução para tornar os passaportes de todos os Estados-membros mais uniformes. Essa mudança, que incluía a alteração da cor dos passaportes de todos os Estados-membros para bordô, deveria ser vista nos primeiros passaportes europeus a partir de 1º de janeiro de 1985. No entanto, apenas três Estado-membros (Dinamarca, Irlanda e Itália) implementaram essa mudança na data especificada, e todos os outros Estados-membros a cumpriram mais tarde. Os cidadãos irlandeses que possuíam os antigos passaportes verdes irlandeses ainda podiam usar seus passaportes até o vencimento.

### "Venda" de passaportes em 1988-1998
Um esquema de 1988 foi criado para atrair investimentos estrangeiros para a Irlanda, descrito em um debate no Seanad em 1998 como o "Passports for investment scheme" (Esquema de passaportes para investimentos). Cada um tinha que investir US$ 1.000.000 e morar na Irlanda por períodos variados. O esquema foi descartado em 1998. Em pouco tempo, ele estava sendo descrito como a "venda" de passaportes na mídia, mas apenas 143 passaportes foram emitidos com o esquema. Entre os requerentes notáveis estavam alguns membros da família Getty, o xeque Khalid bin Mahfouz e Khalid Sabih Masri. Masri havia emprestado IR£1.100.000 para a empresa de alimentos para animais de estimação do Taoiseach Albert Reynolds.
Outro era Norman Turner, de Manchester, cujo investimento proposto era a construção de um cassino no Phoenix Park, em Dublin. Turner havia recebido Bertie Ahern e pagou £10.000 em dinheiro para seu partido, recebendo seu passaporte mais tarde, em 1994. O assunto foi revelado durante as audiências do Mahon Tribunal em 2008: o Sr. Ahern comentou que o Sr. Turner tinha mãe irlandesa e que, em 2007, cerca de 7.000 outros pedidos de passaporte foram auxiliados de alguma forma por políticos.
O relatório do Moriarty Tribunal de 2006 abordou a concessão de passaportes para o Sr. Fustok e alguns de seus amigos. O Sr. Fustok havia comprado anteriormente um cavalo de um ano do Taoiseach Charles Haughey por IR£ 50.000. O tribunal considerou que "A explicação apresentada para o pagamento, a saber, que foi em consideração à compra de um cavalo de um ano, é pouco convincente e improvável".
Funcionários responsáveis pela concessão de passaportes também venderam passaportes ilegalmente, notadamente Kevin McDonald, enquanto trabalhava em Londres, que vendeu "centenas" de passaportes a criminosos por até £15.000 cada um na década de 1980, faturando US$ 400.000. McDonald foi processado em 1989 e foi condenado a 21 meses de prisão.

### Aumento da demanda após o Brexit
Após o referendo do Brexit no Reino Unido, em 23 de junho de 2016, dezenas de milhares de britânicos, bem como muitos residentes na Irlanda do Norte, solicitaram um passaporte irlandês.
O senador Neale Richmond, presidente do Comitê Brexit no Seanad, descreveu em outubro de 2018 o rápido crescimento no número de solicitações de passaporte irlandês recebidas do Reino Unido desde a votação do Brexit. Houve 46.229 solicitações em 2015, o ano anterior ao referendo, "consistente com a média anual até então". Em 2016, o ano da votação do Brexit, foram recebidas 63.453 solicitações, e houve 80.752 solicitações em 2017. No primeiro semestre de 2018, o número já era de 44.962 solicitações. Richmond afirmou que "os funcionários da embaixada preveem que, com base nisso, 2018 será o ano mais movimentado até agora para solicitações de passaporte irlandês no Reino Unido".
98.544 solicitações de passaportes irlandeses foram recebidas da Grã-Bretanha em 2018, um aumento de 22% em relação ao ano anterior. O número de solicitações da Irlanda do Norte aumentou em 2%, para 84.855.

## Livreto do passaporte

### Aparência física
Os livretos do passaporte irlandês usam o modelo padrão da União Europeia, com uma página de identidade legível por máquina e 32 ou 66 páginas de visto. A capa possui a harpa, o símbolo nacional da Irlanda. As palavras na capa estão em ambos os idiomas oficiais da Irlanda, irlandês e inglês. Na parte superior da página de rosto, lê-se An tAontas Eorpach e o equivalente em inglês, European Union (União Europeia). Logo acima da harpa estão as palavras "Éire" e seu equivalente em inglês, Ireland. A página de identificação nos antigos livretos de passaporte irlandês ficava na contracapa do livreto. Os livretos de passaporte recém-emitidos foram redesenhados com recursos de segurança adicionais. A página de identificação agora é um cartão de plástico fixado entre a capa frontal e a primeira página de papel (a página de "Observações").
O passaporte eletrônico, ou passaporte biométrico, foi lançado em 16 de outubro de 2006, com os primeiros passaportes eletrônicos apresentados naquele dia pelo ministro das relações exteriores.
- Foto do titular do passaporte, impressa em escala de cinza.
- Tipo (P)
- País (IRL)
- Número do passaporte
- 1. Sobrenome
- 2. Nome(s) próprio(s)
- 3. Nacionalidade (Éireannach/Irish)
- 4. Data de nascimento
- 5. Sexo
- 6. Local de nascimento (condado de nascimento se tiver nascido na ilha da Irlanda (todos os 32 condados), código de 3 letras do país de nascimento se tiver nascido em outro lugar).
- 7. Data de emissão
- 8. Data de expiração
- 9. Autoridade
- 10. Assinatura

A página de informações termina com a zona legível por máquina que começa com P<IRL.

#### Página de solicitação
Os livretos de passaporte irlandeses contêm uma nota na parte interna da capa que diz:

Em irlandês:
Iarrann Aire Gnóthaí Eachtracha agus Trádála na hÉireann ar gach n-aon lena mbaineann ligean dá shealbhóir seo, saoránach d'Éirinn, gabháil ar aghaidh gan bhac gan chosc agus gach cúnamh agus caomhnú is gá a thabhairt don sealbhóir.
Em inglês:

The Minister for Foreign Affairs and Trade of Ireland requests all whom it may concern to allow the bearer, a citizen of Ireland, to pass freely and without hindrance and to afford the bearer all necessary assistance and protection.

Anteriormente, a solicitação também era feita em francês, mas isso foi descontinuado com a introdução de versões mais recentes do passaporte.

#### Idiomas
A página de dados/página de informações é impressa em irlandês, inglês e francês. Cada detalhe inclui um número de referência (por exemplo, "1 SLOINNE/SURNAME/NOM"). Esse número de referência pode ser usado para procurar traduções em qualquer outro idioma da UE, pois todos os passaportes da UE compartilham um layout de texto padrão.

#### Recursos de segurança
Os últimos livretos de passaporte irlandeses têm recursos de segurança projetados para dificultar a falsificação ou serem confundidos com falsificações. Eles também foram otimizados para leitura óptica.
A página de identidade do livreto do passaporte foi movida para a frente do passaporte e agora é impressa em um cartão de plástico. Isso facilita a leitura automática do passaporte, pois o funcionário precisa gastar menos tempo para encontrar a página de identidade no passaporte. O canto superior direito do livreto do passaporte contém o chip biométrico, que contém uma cópia das informações contidas na página de identidade e uma digitalização facial do titular. Para evitar que pessoas não autorizadas acessem remotamente as informações armazenadas no chip biométrico RFID, a zona de leitura óptica da página de identificação deve ser escaneada para desbloqueá-la. Essa proteção é conhecida como Controle de Acesso Básico.
O título da página de identificação "Éire/Ireland/Irlande" "Pas/Passport/Passeport" é impresso em uma tinta que muda de cor, que varia de verde-claro a vermelho-dourado, dependendo do ângulo da luz que incide sobre ela. O plano de fundo da página de identidade é um desenho celta complexo, com as palavras "Éire Ireland" ocasionalmente entrelaçadas no desenho.
A imagem da identidade agora está em escala de cinza e é impressa digitalmente na superfície da página, em vez de as fotos reais enviadas pelo solicitante serem coladas na página. A harpa irlandesa é sobreposta como um holograma no canto inferior direito da fotografia. As palavras "Éire Ireland" são gravadas em relevo várias vezes em cada lado da página de identidade. Essa gravação cobre parcialmente a fotografia como uma medida de segurança adicional. Uma semelhança da fotografia do solicitante é perfurada com alfinetes na superfície da página de identificação e pode ser vista quando a página de identificação é iluminada.
Sob luz ultravioleta, as fibras fluorescentes são visíveis em todas as páginas, exceto na página de dados. A primeira frase do Artigo 2 da constituição irlandesa é visível sob luz UV e está impressa em irlandês e inglês em páginas alternadas. A versão 2013 do passaporte também revela um mapa topográfico da Irlanda na página de observações. As páginas posteriores incluem pontos de referência como os Falésias de Moher, a Samuel Beckett Bridge e o Aviva Stadium, há trechos de poemas em irlandês (de Nuala Ni Dhomhnaill), inglês (de William Butler Yeats) e Ulster Scots (de James Orr) e da partitura do hino nacional, Amhrán na bhFiann (irlandês para "The Soldiers Song").

## Cartão de passaporte
Um cartão de passaporte (Irish Passport Card), do tamanho de um cartão de crédito, foi introduzido em 5 de outubro de 2015. Ele foi originalmente anunciado como disponível em meados de julho de 2015, mas foi posteriormente adiado. Ele está em conformidade com os padrões internacionais para documentos de viagem biométricos e legíveis por máquina promulgados pela ICAO.
Ao contrário do cartão de passaporte dos Estados Unidos, que não pode ser usado para viagens aéreas internacionais ou para viagens terrestres e marítimas fora da América do Norte, o cartão de passaporte irlandês pode ser usado para viagens aéreas e em todo o Espaço Econômico Europeu (EEE) e Suíça e em alguns países não pertencentes ao EEE, como Albânia, Bósnia e Herzegovina, Moldávia, Montenegro, Kosovo, Montserrat (máximo de 14 dias em trânsito para um terceiro país), Sérvia e Reino Unido. No entanto, no lançamento, ele só foi divulgado como tendo sido aprovado para entrada e saída por países do EEE. Poucos dias depois, foi confirmado que a Suíça havia dado sua aprovação.
O Irish Passport Card é um passaporte em formato de cartão e destina-se a ser utilizado como documento de viagem na maioria dos países europeus, de forma semelhante às carteiras de identidade nacionais em outros países do EEE ou ao passaporte interno russo no que diz respeito a viagens para alguns países e territórios autônomos da antiga URSS. Ele é, em grande parte, tratado da mesma forma que uma carteira de identidade em vários outros países da UE, já que é assim que suas leis o chamam.
Entretanto, o banco de dados Timatic da IATA, usado pelas companhias aéreas para descobrir os requisitos de documentos, lista o cartão de passaporte como um tipo de documento separado. O cartão usa a designação "IP" em sua zona de leitura óptica (MRZ) (o "I" significa carteira de identidade e o "P" não tem significado no padrão MRZ). Embora a ICAO tenha iniciado os trabalhos preparatórios sobre os cartões de passaporte legíveis por máquina já em 1968, a Irlanda foi o primeiro país a emitir um para viagens aéreas e o ministro irlandês de Relações Exteriores e Comércio, Charles Flanagan, destacou a novidade e a utilidade do cartão de passaporte em sua introdução em 2015.
O cartão custa 35 euros, com um desconto de 10 euros se for solicitado ao mesmo tempo que o livreto de passaporte, e é válido por cinco anos ou pela validade do livreto de passaporte do titular, o que for menor. Os cartões de passaporte estão disponíveis para cidadãos irlandeses de todas as idades desde novembro de 2018.
Ao contrário das carteiras de identidade nacionais emitidas em outras partes da União Europeia, um cartão de passaporte irlandês não pode ser emitido a menos que o portador já tenha um livreto de passaporte válido, mas, devido ao seu tamanho conveniente e formato durável em comparação com o livreto de passaporte irlandês, ele também servirá a propósitos semelhantes aos das carteiras de identidade nacionais em outras partes da UE: verificação de identidade e idade e viagens dentro da UE.
Embora possa ser usado nos portões de controle eletrônico de passaportes no Aeroporto de Dublin, em 2018 não era possível usar esse cartão em muitos portões eletrônicos de fronteira/E-gates na Europa continental.
O Regulamento (UE) 2019/1157, que exige que as carteiras de identidade nacionais do EEE emitidas a partir de 2 de agosto de 2021 contenham impressões digitais, não se aplica ao cartão de passaporte emitido pela Irlanda, conforme confirmado pelo Recital 14 no preâmbulo. No entanto, o cartão de passaporte segue diretamente o documento 9303 da ICAO, que fornece outros requisitos biométricos nos quais o Regulamento (UE) 2019/1157 se baseia.

### Recursos de segurança
Os cartões de passaporte irlandeses têm recursos de segurança projetados para dificultar que sejam falsificados ou confundidos com falsificações. Eles também foram otimizados para leitura óptica. O canto superior esquerdo do cartão de passaporte contém o chip biométrico, que contém uma cópia das informações impressas no cartão e uma digitalização facial do titular. Para evitar que pessoas não autorizadas acessem remotamente as informações armazenadas no chip biométrico RFID, a zona de leitura óptica da página de identidade deve ser escaneada para desbloqueá-la. Essa proteção é conhecida como Controle de Acesso Básico (BAC).
A designação do documento "Éire/Ireland/Irlande" "Pas/Passport/Passeport" é impressa em uma tinta que muda de cor, variando de verde-claro a vermelho-dourado, dependendo do ângulo da luz que incide sobre ela. O plano de fundo da frente do cartão do passaporte é um desenho celta complexo, com as palavras da Irlanda aparecendo nos idiomas oficiais da UE.
A imagem da identidade é em escala de cinza e é impressa digitalmente na superfície do policarbonato de segurança especial. A harpa irlandesa é sobreposta como um holograma no canto inferior direito da fotografia. De acordo com Charles Flanagan, o então Ministro das Relações Exteriores, essa era a primeira vez que esse recurso de segurança seria usado em documentos de viagem.
O cartão de passaporte da Irlanda foi o vencedor conjunto do "Melhor documento de identificação regional" na Conferência de Impressão de Alta Segurança da Europa em Bucareste, Romênia, em março de 2016.

## Irlanda do Norte

Mapa dos passaportes mais comuns na Irlanda do Norte (2011)

A lei de nacionalidade irlandesa inclui a Irlanda do Norte. Isso significa que a legislação referente à cidadania da "República da Irlanda", as pessoas nascidas na Irlanda do Norte têm direito, mas não são automaticamente cidadãos irlandeses até solicitarem o passaporte irlandês. As pessoas da Irlanda do Norte são automaticamente cidadãos britânicos ao nascerem.
Qualquer pessoa nascida na ilha da Irlanda (incluindo a Irlanda do Norte), antes de 1º de janeiro de 2005, tem direito à cidadania irlandesa.
Uma pessoa nascida em 1º de janeiro de 2005 ou após essa data na ilha da Irlanda tem direito à cidadania irlandesa se um ou ambos os pais forem cidadãos irlandeses ou britânicos, ou se tiverem o direito de morar na Irlanda ou na Irlanda do Norte sem limite de tempo para sua residência, ou se tiverem residido legalmente na ilha da Irlanda por pelo menos 3 dos 4 anos imediatamente anteriores ao nascimento.

## Viagem sem visto

Requisitos de visto para cidadãos irlandeses.
Irlanda
Liberdade de circulação (União Europeia / EEA / Suíça / Zona Comum de Viagens)
Visto não necessário / Electronic System for Travel Authorization (ESTA) / eTA / eVisitor
eVisa
Visto disponível na chegada ou online
Visto na chegada
Visto necessário antes da chegada

As exigências de visto para cidadãos irlandeses são restrições de viagem impostas aos cidadãos da Irlanda pelas autoridades de outros países. Em 28 de setembro de 2022, os cidadãos irlandeses tinham acesso sem visto ou com visto na chegada a 187 países e territórios, classificando o passaporte irlandês em sexto lugar no mundo (empatado com os passaportes francês, português e britânico), de acordo com o Henley Passport Index.

## Casos notáveis de suposto uso fraudulento
Um passaporte irlandês, legítimo ou fraudulento, é visto por muitos - incluindo serviços de inteligência e jornalistas - como um documento altamente valioso e "seguro" devido à política de neutralidade da Irlanda.
- Oliver North (usando o nome "John Clancy"), tenente-coronel do Corpo de Fuzileiros Navais dos Estados Unidos e figura central no escândalo Irã-Contras, portava um passaporte irlandês falso quando visitou o Irã em 1986, assim como seus colegas agentes secretos.[52][53]
- Em dezembro de 2005, o Ministro da Justiça da Irlanda, Michael McDowell, acusou o jornalista Frank Connolly de ter viajado para a Colômbia em 2001 com um passaporte irlandês falso, em conexão com o grupo conhecido como Colombia Three.[54] Connolly, que trabalhava no Centre for Public Inquiry (uma organização de vigilância pública), negou veementemente a alegação e, por sua vez, acusou o ministro de abusar de sua posição.[55]
- Em 19 de janeiro de 2010, Mahmoud al-Mabhouh, um comandante militar sênior do Hamas, foi assassinado em Dubai por uma equipe que envolvia pelo menos 11 indivíduos israelenses, três dos quais foram inicialmente relatados como tendo usado passaportes irlandeses falsificados.[56] O número de passaportes irlandeses falsificados usados no assassinato foi posteriormente revisado para oito, após uma investigação da Garda e do Departamento de Relações Exteriores.[57] O governo irlandês reagiu expulsando um funcionário da Embaixada de Israel em Dublin. Ele declarou que considerava que "uma agência do governo israelense era responsável pelo uso indevido e, muito provavelmente, pela fabricação dos passaportes irlandeses falsos associados ao assassinato do Sr. Mabhouh".[58]
- Em junho de 2010, foi alegado que um dos dez agentes secretos adormecidos do governo russo sob disfarce não oficial nos Estados Unidos como parte do "Illegals Program" usou um passaporte irlandês falsificado emitido em nome de "Eunan Gerard Doherty" para "Richard Murphy."[59] A embaixada russa em Dublin se recusou a comentar as alegações de que seus funcionários haviam usado um passaporte irlandês falsificado.[60] "Richard Murphy", que mais tarde se identificou como Vladimir Guryev, de nacionalidade russa, foi repatriado para a Rússia, juntamente com os outros nove membros do Programa de Ilegais, como parte de uma troca de prisioneiros.[61] Posteriormente, descobriu-se que os passaportes de até seis cidadãos irlandeses podem ter sido comprometidos pelos agentes russos.[62] Isso levou à expulsão de um diplomata russo baseado em Dublin em fevereiro de 2011.[63]

## Elegibilidade para um passaporte irlandês
Todos os cidadãos irlandeses têm o direito constitucional de possuir um passaporte, embora o Estado irlandês possa limitar esse direito para fins de segurança nacional. Os tribunais irlandeses também têm o poder de confiscar os passaportes dos réus. Os livretos de passaporte de adultos geralmente são válidas por 10 anos e os livretos de passaporte de crianças são válidas por 5 anos. A validade das livretos de passaporte pode ser limitada pelo Passport Office para determinados indivíduos, especialmente aqueles que perderam dois ou mais passaportes. Os cartões de passaporte são válidos por 5 anos ou pela validade da carteira de passaporte correspondente, o que for menor.
Houve um aumento nos pedidos de passaportes irlandeses após o referendo do Brexit no Reino Unido, quebrando recordes anteriores com mais de 700.000 passaportes emitidos até o final de novembro de 2016.

## Galeria de imagens históricas

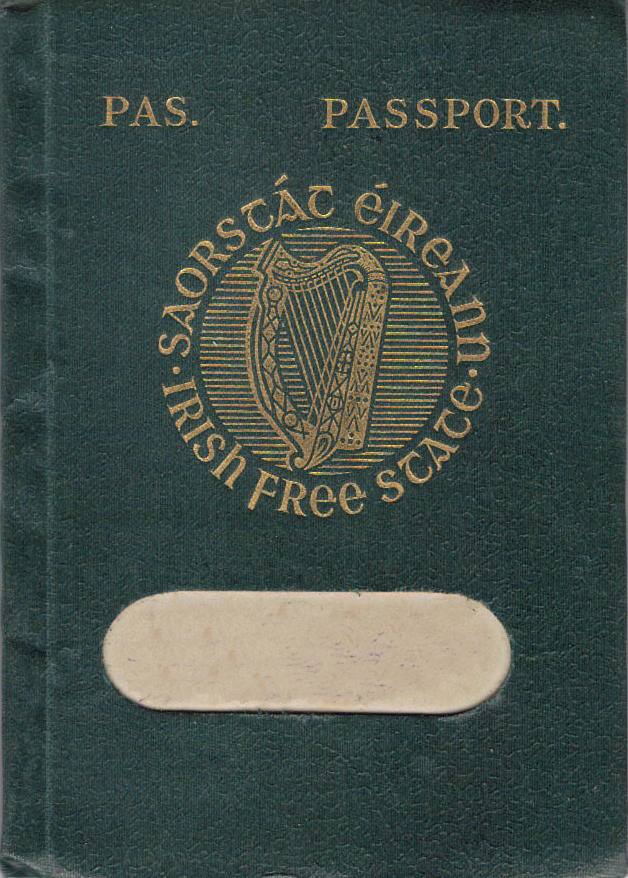
Capa do passaporte do Estado Livre da Irlanda emitido em 1927 (nome do titular removido).
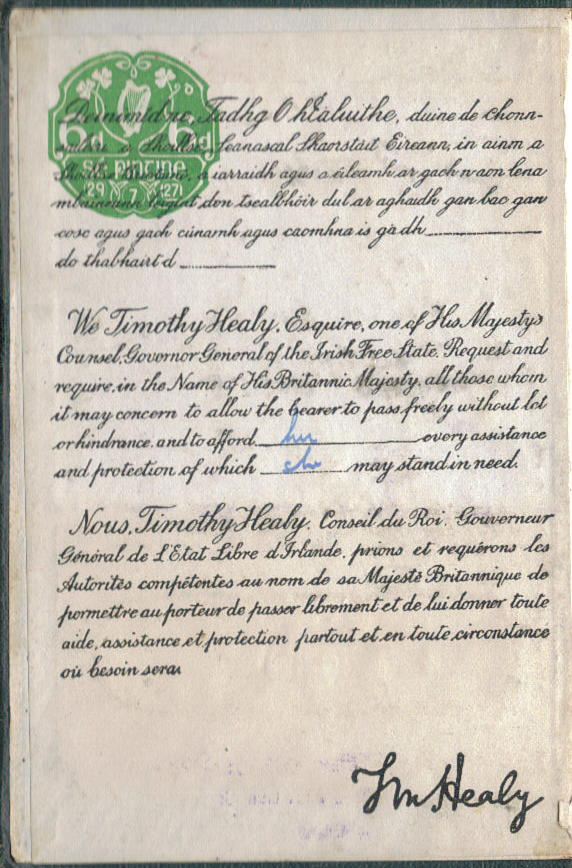
... e sua página de "Solicitação" associada.
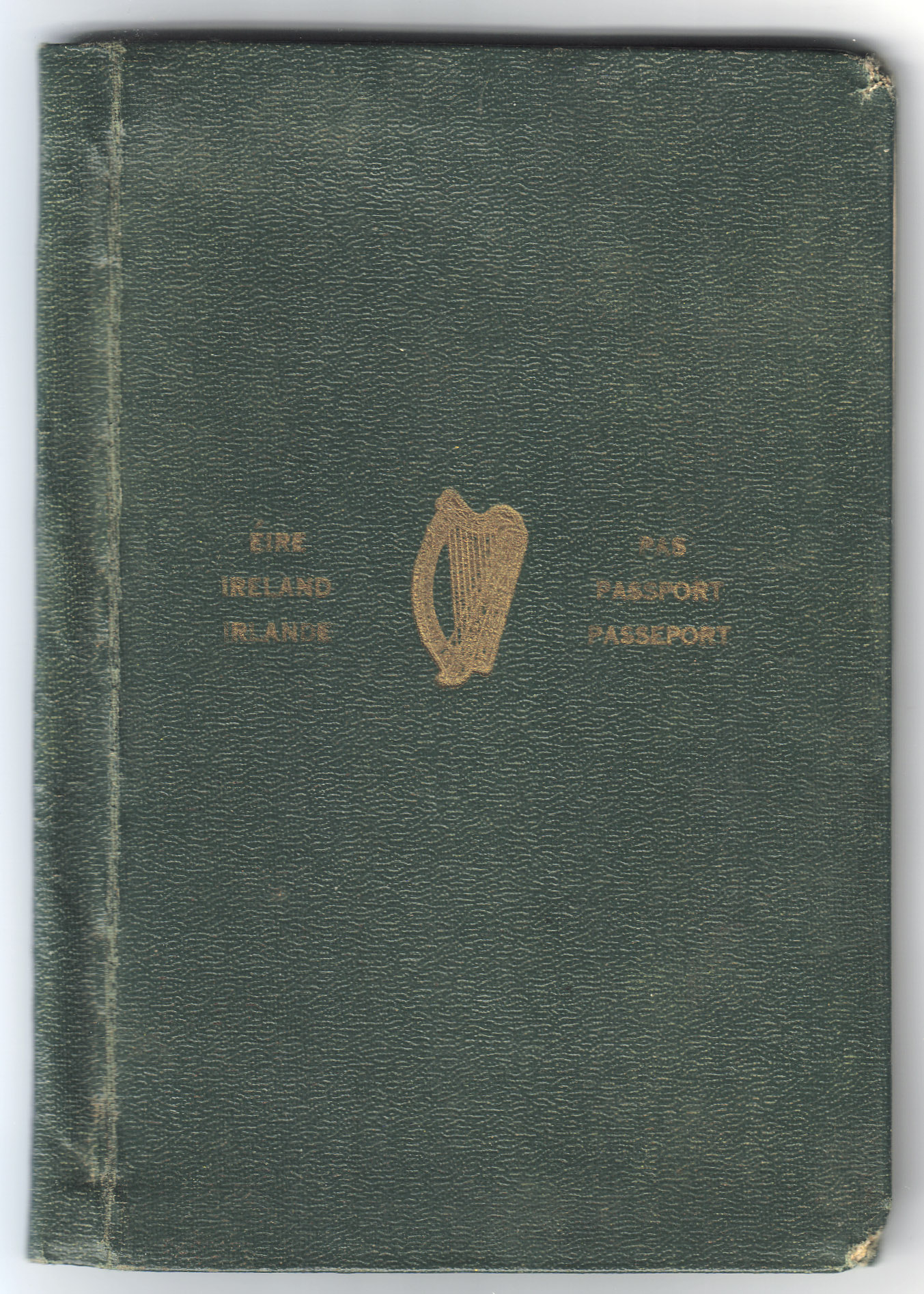
Passaporte de 1950.
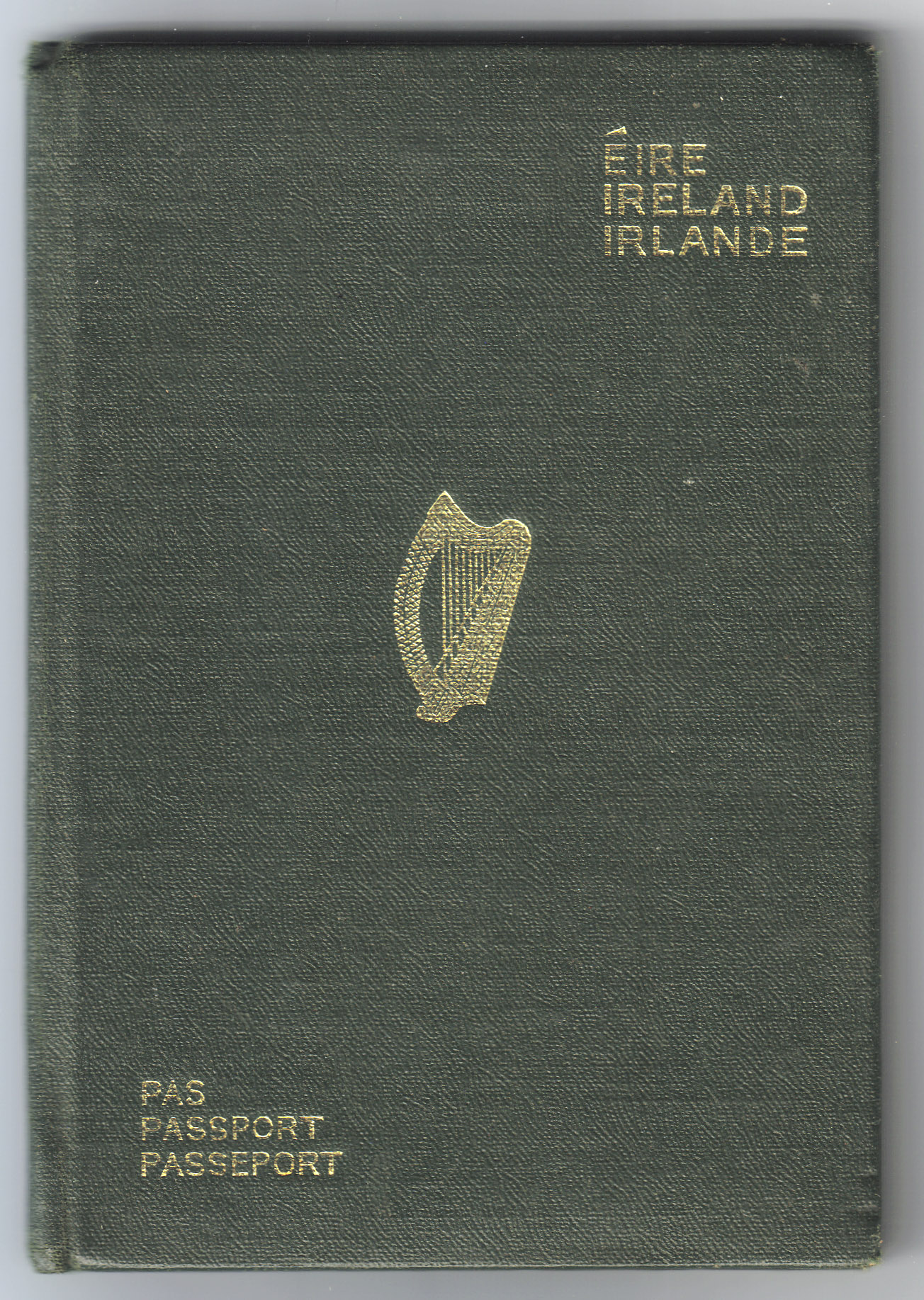
Passaporte de 1978.
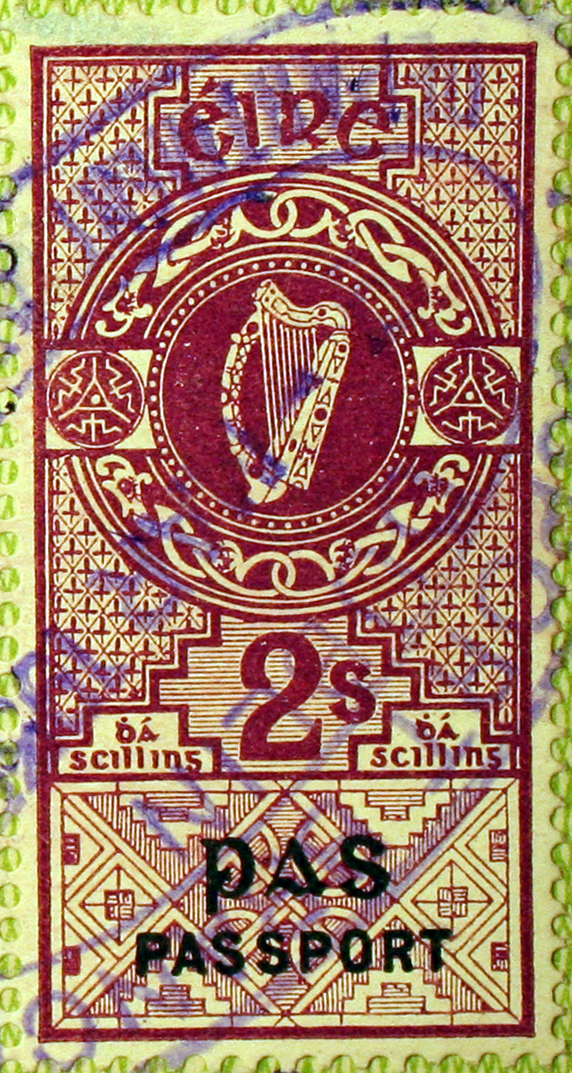
Carimbo de receita de passaporte de dois xelins, 1939.
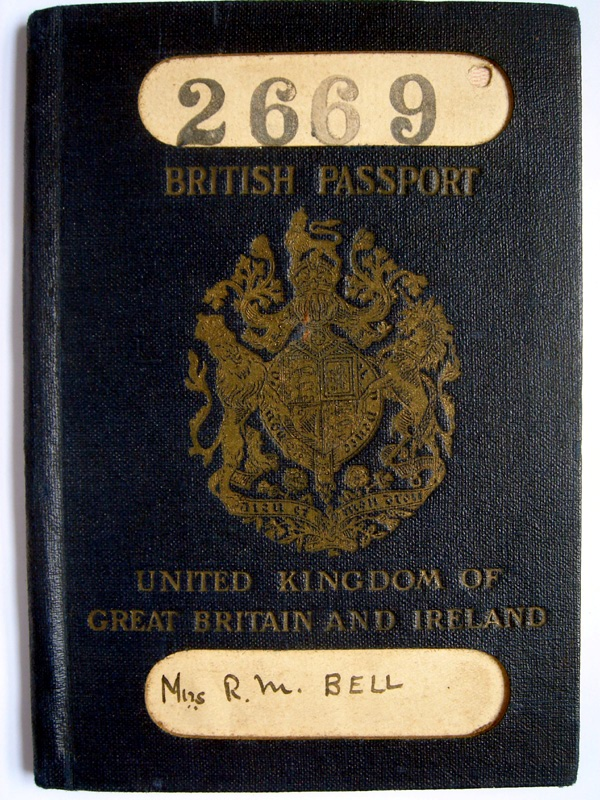
Antes da independência da Irlanda, os passaportes britânicos eram usados.